# Legión Negra (grupo terrorista)
La Legión Negra fue una organización terrorista supremacista, activa en el Medio Oeste de los Estados Unidos durante la Gran Depresión de la década de 1930. Este grupo era una escisión del Ku Klux Klan. Según el historiador Rick Perlstein, el FBI estimó que el grupo contaba "con 135.000 miembros incluyendo oficiales de la ley, posiblemente hasta el jefe de la Policía de Detroit." El historiador Peter H. Amman sitúa su número de miembros entre 60.000 y 100.000, mientras que John Earl Haynes dijo que en su apogeo apenas tenía unos cuantos centenares de miembros. En 1936, se sospechaba que el grupo había asesinado a 50 personas, según Associated Press, incluyendo a Charles Poole, un organizador de la Works Progress Administration.
En el momento del asesinato de Poole, la Associated Press describió a la organización como "Un grupo de bandas nocturnas vagamente federadas operando en varios estados, sin una disciplina central o un propósito común más allá de la aplicación a látigo y pistola de los conceptos de 'americanismo' de los líderes individuales". Basado en el testimonio del asesino de Poole, Dayton Dean, el fiscal del condado de Wayne, Duncan McRae, llevó a cabo una amplia investigación y procesó a otros 37 hombres de la Legión sospechosos de asesinatos y agresiones. Todos fueron condenados y sentenciados a prisión. Estos casos y la subsecuente publicidad negativa causaron un rápido declive en la membresía de la Legión.

## Trasfondo
En 1915, el estreno de la película El Nacimiento de una Nación, de D. W. Griffith, inspiro un resurgimiento del Ku Klux Klan (KKK) en Atlanta, Georgia. Gradualmente el nuevo Klan, a menudo bajo la fachada de una organización fraternal y apelando a personas que se mudaban a trabajar a otras ciudades, fundó nuevos capítulos a lo largo del país y en especial en cascos urbanos, como los del industrializado Medio Oeste. Durante la década de 1920, en ciudades como Detroit, Cleveland e Indianápolis se incrementó la membresía y la actividad de los capítulos locales del Klan, en reacción a los altos índices de migración por parte de personas del este y el sur de Europa, además de la migración interna de afroestadounidenses desde el sur. Un escándalo sexual en el liderazgo nacional del Klan en 1925, así como acciones locales de opositores que estaban determinados a desenmascarar la clandestinidad de sus miembros, causaron que la membresía del Klan se reduzca rápidamente a fines de la década de 1920.
Inicialmente, la Legión Negra fue parte del Klan. Fue fundada en la década de 1920 por William Shepard como una fuerza paramilitar, bajo el nombre de "Guardia Negra", teniendo como base la región de los Apalaches en el centro de Ohio. Su misión original era para proteger a los líderes regionales del KKK. La Legión Negra formó sus propios capítulos a través de Ohio, expandiéndose a otras zonas del Medio Oeste de los Estados Unidos. Uno de sus líderes, Virgil "Bert" Effinger, vivió y trabajo en Lima, Ohio.
Como el KKK, la Legión Negra estuvo conformada en su mayoría por hombres blancos protestantes de clase obrera del Medio Oeste. Ellos temían a los rápidos cambios sociales y la supuesta competencia con inmigrantes italianos, judíos y afroestadounidenses. También temían a la presencia de migrantes en la economía de las grandes ciudades industriales, como Detroit. Su lista de enemigos incluía a todos los inmigrantes, los católicos, los judíos y afroestadounidenses, religiones protestantes no tradicionales, sindicatos, cooperativas agrarias y varias organizaciones fraternales." La membresía estuvo concentrada en Míchigan y Ohio.
Los miembros de la Legión Negra crearon una red para trabajos e influencias. Además de fungir como un grupo secreto de vigilantes, los miembros de la Legión operaban en pandillas para aplicar su visón de la sociedad, a veces atacando inmigrantes en sus puestos de trabajo para intimidarlos, o para aplicar su idea de comportamiento moral. Ellos generalmente se oponían al socialismo y al movimiento sindical. Tuvieron una reputación violenta en contra de objetivos políticos o sociales. Desde 1933 hasta 1936, se rumoreaba que eran responsables de algunos asesinatos sin resolver que fueron oficialmente clasificados como suicidios o perpetrados por desconocidos. 
En 1931, Arthur F. Lupp (padre) fundó un capítulo de la Legión Negra en Highland Park, Míchigan y se autoproclamó Mayor general. Por todas partes y quizás alimentada por la convusión económica y social de la Gran Depresión, la Legión Negra continuó expandiéndose a través de Míchigan hasta mediados de la década de 1930, cuándo su membresía estimada fue de entre 20.000 y 30.000 miembros. En general, los miembros de la Legión Negra en Míchigan eran hombres protestantes. Una tercera parte de sus miembros vivían en la ciudad de Detroit, la cual también había sido un centro de fuerte actividad del KKK en la década de 1920. La Legión de Míchigan estuvo organizada en forma militar, con 5 brigadas, 16 regimientos, 64 batallones, y 256 compañías. Presumían de una membresía de un millón de "legionarios" tan solo en Míchigan, pero algunos observadores estimaron solo entre 20.000 y 30.000 miembros.

## Reclutamiento
Las tácticas de la Legión Negra eran "atraer potenciales reclutas a una reunión - secuestrarlos en caso de ser necesario -  luego amenazarlos si no se unían y [hacerles] jurar que nunca se lo dirían a nadie". También golpeaban a sus miembros si estos amenazaban con renunciar. La Legión quería figuras deportivas como miembros. Estaba buscando reclutar a Mickey Cochrane, jugador-gerente de los Tigres de Detroit. Tuvo un ataque de nervios en 1936 y se retiró del equipo por sospechas de pertenecer a la Legión Negra. Uno de estos miembros de la Legión, Dayton Dean, rompió su juramento e informó a las autoridades sobre las actividades ilegales de la Legión Negra. Dayton Dean participó en dos de los asesinatos que cometió la Legión Negra.

## Asesinato de Charles Poole
El 12 de mayo de 1936, Charles A. Poole, un organizador federal de la Works Progress Administration, fue secuestrado de su casa por una pandilla de miembros de la Legión Negra. Ellos afirmaron que Poole, un francés católico casado con una mujer protestante, golpeaba a su esposa y lo castigarían por ello. Dayton Dean le disparó y lo mató esa noche.
El fiscal del condado de Wayne, Duncan McRae, quien había sido reportado por el Detroit Times como miembro de la Legión Negra, trabajó para restaurar su reputación pública y prometió llevar a los asesinos de Poole ante la justicia. Las autoridades arrestaron y procesaron a una pandilla de doce hombres afiliados a la Legión. Dayton Dean se declaró culpable y testificó contra muchos otros miembros; otros diez fueron declarados culpables del asesinato, nueve por un jurado y uno en un juicio sin jurado. Un hombre fue absuelto. Dean y los demás condenados fueron sentenciados a cadena perpetua.
Dean brindó un testimonio considerable a las autoridades sobre otras actividades de la Legión Negra. Con prejuicios principalmente contra los católicos, en particular los inmigrantes italianos y eslavos, él y sus colaboradores nunca supieron que Becky Poole tenía una bisabuela afroestadounidense.

## Procesados por asesinatos anteriores
El testimonio de Dean y otras pruebas estimularon las investigaciones del fiscal McRae. Obtuvo acusaciones en una serie de otros asesinatos e intentos de asesinato en el área de Detroit durante los tres años anteriores. En total, otros 37 hombres de la Legión fueron procesados por estos delitos relacionados, declarados culpables y sentenciados a prisión. Los juicios revelaron la amplia red de miembros de la Legión Negra en los gobiernos locales, particularmente en Highland Park. Por ejemplo, el miembro N. Ray Markland había sido alcalde de Highland Park. Los miembros también incluían un jefe de policía y un concejal de la ciudad en el suburbio, además de personas en puestos de servicio civil. Tras las condenas y la publicidad, la membresía en la Legión disminuyó rápidamente y su reinado de terror terminó en el área de Detroit.
Entre los casos, el fiscal acusó a miembros de la Legión Negra por el asesinato de Silas Coleman de Detroit en 1935. El hombre afroamericano había sido encontrado muerto en las afueras del municipio de Putnam, Míchigan, el 26 de mayo de 1935, cerca de un año antes del secuestro y asesinato de Poole.
Los miembros también fueron acusados de una conspiración en 1933 para asesinar a Arthur Kingsley, un editor de un periódico comunitario de Highland Park, que fue candidato a alcalde en 1934. Habían planeado dispararle en 1933 porque compitió contra Markland, un político legionario. Dieciséis miembros de la Legión Negra fueron acusados en el caso de Kingsley, incluidos "dos policías de fábrica, un oficial de policía y varios empleados de la ciudad de Highland Park. En el momento de su arresto, Markland trabajaba como investigador en la oficina del fiscal McCrea del condado de Wayne". Nueve miembros fueron condenados en este caso, incluidos Markland y Arthur F. Lupp (padre), entonces inspector de leche de la Junta de Salud de Detroit. Se dice que Lupp fundó la Legión en Míchigan estableciendo el capítulo en Highland Park.
A través de estos casos, las autoridades supieron que William Voisine, el alcalde de Ecorse, Míchigan, había sido identificado como un objetivo potencial de la Legión; a sus miembros les había molestado que contratara a afroestadounidenses para trabajos en la ciudad. McRae procesó y obtuvo condenas de un total de 37 miembros de la Legión por estos cargos y otros relacionados, además de los imputados en el caso Poole. Todos recibieron penas de prisión, lo que redujo notablemente el poder de la Legión Negra en Detroit y Míchigan.
Entre otros asesinatos vinculados a la Legión Negra se encontraban dos sindicalistas, ambos de Europa del Este:
- George Marchuk, Secretario del Sindicato de Trabajadores Automotrices en Lincoln Park, fue encontrado muerto el 22 de diciembre de 1933, con un disparo en la cabeza.[9]
- John Bielak, un sindicalista de AF of L. en la fábrica de la Hudson Motor Car Company, que había liderado una campaña por un aumento salarial, "fue hallado acribillado a balazos el 15 de marzo de 1934, en una carretera a unas diez millas de distancia de Monroe, Míchigan."[9]

El "escuadrón de incendios provocados" de la Legión Negra confesó el incendio de la granja del sindicalista William Mollenhauer en agosto de 1934, que estaba ubicada en el Condado de Oakland, Míchigan, cerca de Pontiac. Los miembros también describieron numerosos planes para interrumpir reuniones políticas legítimas y actividades similares.
Los casos recibieron cobertura de los medios internacionales. Por ejemplo, el caso Poole y la Legión Negra fueron informados por The Sydney Morning Herald de Australia el 25 de mayo de 1936.

## Representación en otros medios
- 'La película Legion of Terror (1936), protagonizada por Ward Bond y Bruce Cabot, estaba basada en el grupo.
- En el show de radio La Sombra, con Orson Welles en el papel principal, transmitió un episodio el 20 de marzo de 1938, titulado "La Legión Blanca", basado libremente en la Legión Negra.
- Malcolm X y Alex Haley colaboraron en La Autobiografía de Malcolm X (1965). Malcolm señaló que la Legión había estado activa en Lansing, Míchigan, donde vivía su familia. Malcolm X tenía seis años cuando su padre murió en 1931; creía que su padre fue asesinado por la Legión Negra.
- La serie de televisión Damnation de 2017, que presenta al grupo.